# Gaël Kakuta
Pour les articles homonymes, voir Kakuta.
Gaël Kakuta, né le 21 juin 1991 à Lille, est un footballeur international congolais qui évolue au poste de milieu offensif au Sakaryaspor.

## Biographie

### En club

#### Formation au RC Lens
Gaël Kakuta commence à jouer au football à l'âge de sept ans après avoir vu son oncle jouer pour une équipe amateur de Lille. Il dispute ses premiers matchs à l'US Lille-Moulins et perd sa première rencontre dix-sept à un. En 1999, il rejoint le Racing Club de Lens puis le centre de préformation de Liévin cinq ans plus tard. Il y passe deux ans, s'entraînant en semaine et jouant ses matchs le week-end. Il est notamment entraîné par Joachim Marx, ancien international polonais.

#### Parcours en Angleterre
En juillet 2007, il rejoint l'Angleterre et l'équipe de Chelsea, convaincue de son talent par le recruteur du club Guy Hillion. Intégré à la réserve, il devient vite l'un des joueurs clés de son équipe et est désigné en fin de saison meilleur joueur de l'année, ayant marqué douze buts en vingt-quatre rencontres. La saison suivante, il poursuit sa formation dans la même équipe et signe ensuite un contrat professionnel en 2009.
Le 17 janvier 2009, Luiz Felipe Scolari l'appelle chez les professionnels, pour un match de championnat face à Stoke City. Au début du mois de février 2009, le joueur se fracture très gravement la jambe et la cheville à l'entraînement, et doit faire face à une indisponibilité d'un peu moins de huit mois. Le 3 septembre 2009, Kakuta est suspendu de toute compétition pour une durée de quatre mois à la suite d'un conflit opposant son club formateur, Lens, à Chelsea. Finalement, la suspension est levée, et Chelsea accepte de « céder » près de trois millions d'euros à Lens. Le 21 novembre, Carlo Ancelotti lui fait faire ses débuts professionnels en le faisant entrer sur le terrain de Wolverhampton, à la cinquante-huitième minute. À la fin de la saison, cette entrée en jeu lui permet de recevoir le titre de champion d'Angleterre. Le 8 décembre 2009, Gaël Kakuta entre dans l'histoire du club, en devenant le plus jeune joueur à être titularisé en Ligue des champions, face au club de l'APOEL Nicosie. Il était âgé de dix-huit ans, cinq mois et dix-sept jours. 
Le 26 janvier 2011, en manque de temps de jeu, il est prêté à Fulham jusqu'à la fin de la saison, sans option d'achat. À son retour à Londres, son nouvel entraîneur André Villas-Boas ne compte pas sur lui et il est prêté à Bolton du 31 août 2011 au 1er janvier 2012.

#### Divers prêts en France, aux Pays-Bas, en Italie et en Espagne
Le 11 janvier 2012, il est prêté au Dijon FCO jusqu'à la fin de la saison. Le 21 janvier, il joue son premier match avec Dijon FCO contre Istres en coupe de France et marque son premier but.
Le 31 août 2012, alors que Roberto Di Matteo est arrivé aux commandes de Chelsea, il est prêté pour une saison à Vitesse Arnhem.
Fin janvier 2014, il est prêté à la Lazio Rome, alors que José Mourinho ne l'a pas intégré dans l'effectif de sa saison. Le club italien est instable à cette période, ayant limogé son entraîneur pour nommer Edoardo Reja. Ce dernier n'accorde que peu de temps de jeu à Kakuta.
À l'été 2014, il est prêté au club espagnol du Rayo Vallecano, où il effectue une saison pleine. L'équipe de Paco Jémez se classe onzième du championnat et Kakuta totalise trente cinq matchs, pour cinq buts.

#### Départ définitif de Chelsea pour Séville
Le 17 juin 2015, il quitte définitivement Chelsea et signe au FC Séville. Sous les ordres d'Unai Emery, il ne jouera que cinq petits matchs pour un but marqué.

#### Signature en Chine puis nouveaux prêts en Espagne et en France
En 2016, il signe dans le club chinois Hebei China Fortune, qui recrute également Gervinho et Ezequiel Lavezzi, avant de nommer Manuel Pellegrini comme entraîneur.
Le 16 janvier 2017, Kakuta est prêté jusqu'à la fin de la saison au Deportivo La Corogne et contribue au maintien du club galicien en Liga. 
Le 10 juillet 2017, Gaël Kakuta s'engage officiellement avec l'Amiens Sporting Club pour quatre saisons. En août 2017, il est annoncé que le club chinois du Hebei China Fortune n'a finalement pas voulu se séparer définitivement de lui. Son transfert pour Amiens est donc requalifié en prêt d'un an sans option d'achat. L'équipe de Christophe Pélissier réalise une bonne première saison en Ligue 1, et se classe treizième du championnat.

#### Retour au Rayo Vallecano
Le 13 juillet 2018, contre 3 millions d'euros, Kakuta signe pour quatre ans avec le Rayo Vallecano, club dans lequel il avait déjà évolué en prêt durant la saison 2014-2015. Malgré sa polyvalence, Kakuta arrive au Rayo pour renforcer l'animation offensive sur les ailes. Placé dans le couloir droit pour l'ouverture du championnat, il commence la saison par une lourde défaite (1-4) face à Séville. Quelques semaines après son arrivée, il convainc Giannelli Imbula, peu en odeur de sainteté du côté de Stoke, de le rejoindre. Ce dernier marquera le but de la victoire face à Huesca (4e journée, victoire 0-1). Kakuta réalise, lui, sa première action décisive deux semaines plus tard, transformant un penalty obtenu par Luis Advíncula pour un nul (2-2) face à l'Espanyol (un but qui s'avérera peu utile, le Rayo enchaînant des défaites face à des adversaires directs au maintien). Son entraîneur, Míchel, tente alors différentes formules, à partir de fin octobre. Kakuta commence les rencontres sur le flanc gauche, Adrián Embarba occupant le droit. Pour le choc face au Barça, le Franco-Congolais prend même place sur le banc, José Ángel Pozo lui étant préféré sur le côté gauche (défaite 2-3). Il enchaîne par une blessure à la hanche en novembre, l'éloignant des terrains pour plusieurs semaines.

#### Retour à Amiens
En août 2019, Kakuta revient dans la Somme, où Luka Elsner a pris la suite de Christophe Pélissier. La saison s'avère plus délicate que lors de son passage précédent, et le joueur se blesse lors d'un choc avec Florent Balmont contre Dijon le 14 décembre 2019 (entorse). En mars, le championnat est d'abord suspendu, puis définitivement arrêté pour cause de pandémie de Covid-19. Amiens qui occupait l'avant-dernière place est relégué en Ligue 2.

#### Retour en prêt au RC Lens
Le 9 juillet 2020, il retrouve son club formateur où il est prêté pour une saison assortie d'une option d'achat automatique pour trois saisons en cas de maintien du club nordiste. Son salaire mensuel est estimé à 60 000 euros. Le 23 août 2020, il dispute son premier match sous les couleurs lensoises lors de la première journée de Ligue 1 face à l'OGC Nice. Il inscrit par la même occasion son premier but en ouvrant le score face à Walter Benitez sur pénalty. Dès lors, Kakuta va connaître une période fructueuse pour lui, puisqu'en l'espace de quatre matchs de la J3 à la J6, le congolais va inscrire trois buts successivement face au FC Lorient (victoire 2-3), aux Girondins de Bordeaux (victoire 2-1) et face à l'AS Saint-Etienne (victoire 2-0). De la fin novembre au début du mois de décembre, il inscrit trois buts en l'espace de cinq matchs face au FC Nantes (1-1), au Montpellier HSC (défaite 2-3) et à l'AS Monaco (victoire 0-3). Lors du mois d'avril 2021, il marque successivement face au FC Lorient et au Stade brestois 29. Auteur de onze buts avec les artésiens à l'issue de la saison, Gaël Kakuta finit meilleur buteur du club pour le retour du Racing dans l'élite. Lens se maintenant en Ligue 1, il se voit automatiquement acheté par le club nordiste pour la saison 2021-2022. Lors de sa deuxième saison,  Kakuta est marqué par de nombreuses blessures qui rendront le numéro 10 moins performant. Peu à peu il sera mis dans l'ombre du jeune portugais David Pereira da Costa autre joueur formé à la Gaillette.  

#### 3e passage à Amiens
Le 4 octobre 2022, après avoir joué seulement une vingtaine de minutes en Ligue 1, il résilie son contrat avec Lens. Le 5 octobre 2022 il fait son retour à l'Amiens SC et évoluera pour la première fois de sa carrière en Ligue 2.

### Carrière en sélection

#### Avec les équipes de France jeunes
Possédant la nationalité française, il peut représenter la république démocratique du Congo, pays interdisant théoriquement les binationaux, grâce à son changement de nationalité sportive.
De 2007 à 2011, Gaël Kakuta connait les sélections de jeunes de l'équipe de France des moins de 17 ans jusqu'au moins de 20 ans, soit plus de trente sélections au total. Il remporte d'ailleurs le Championnat d'Europe des moins de 19 ans en 2010. 

#### Avec la République démocratique du Congo
En octobre 2011, le sélectionneur de la République démocratique du Congo, Claude Le Roy, communique une liste de joueurs présélectionnés pour un match comptant pour les éliminatoires de la CAN 2012 où apparait le nom de Gaël Kakuta. Celui-ci est sélectionnable de par ses origines congolaises, mais il renouvelle son souhait de jouer pour l'équipe de France, regrettant que Claude Le Roy ne lui ait pas simplement demandé son avis avant de l'intégrer à cette liste.
Pour autant, en mars 2017, il honore sa première sélection avec la République démocratique du Congo lors d'un match amical contre le Kenya. Il marque son premier but en sélection lors de ce match, sur coup franc.
Le 27 décembre 2023, il est retenu dans la liste des vingt-quatre joueurs congolais sélectionnés par Sébastien Desabre pour disputer la Coupe d'Afrique des nations 2023.

## Statistiques
| Saison                | Club                        | Championnat           | Championnat | Championnat | Coupe nationale | Coupe nationale | Coupe de la Ligue | Coupe de la Ligue | Supercoupe | Supercoupe | Compétition(s) continentale(s) | Compétition(s) continentale(s) | Compétition(s) continentale(s) | Total | Total |
| Saison                | Club                        | Division              | M.          | B.          | M.              | B.              | M.                | B.                | M.         | B.         | Comp.                          | M.                             | B.                             | M.    | B.    |
| 2009-2010             | Chelsea FC                  | Premier League        | 1           | 0           | 1               | 0               | 1                 | 0                 | -          | -          | C1                             | 1                              | 0                              | 4     | 0     |
| 2010-2011             | Chelsea FC                  | Premier League        | 5           | 0           | 1               | 0               | 1                 | 0                 | -          | -          | C1                             | 5                              | 0                              | 12    | 0     |
| Sous-total            | Sous-total                  | Sous-total            | 6           | 0           | 2               | 0               | 2                 | 0                 | -          | -          | -                              | 6                              | 0                              | 16    | 0     |
| 2010-2011             | Fulham (prêt)               | Premier League        | 7           | 1           | -               | -               | -                 | -                 | -          | -          | -                              | -                              | -                              | 7     | 1     |
| 2011-2012             | Bolton (prêt)               | Premier League        | 4           | 0           | -               | -               | 2                 | 1                 | -          | -          | -                              | -                              | -                              | 6     | 1     |
| 2011-2012             | Dijon FCO (prêt)            | Ligue 1               | 13          | 4           | 2               | 1               | -                 | -                 | -          | -          | -                              | -                              | -                              | 15    | 5     |
| 2012-2013             | Vitesse Arnhem (prêt)       | Eredivisie            | 22          | 1           | 4               | 0               | -                 | -                 | -          | -          | -                              | -                              | -                              | 26    | 1     |
| 2013-2014             | Vitesse Arnhem (prêt)       | Eredivisie            | 12          | 1           | 1               | 2               | -                 | -                 | -          | -          | C3                             | 1                              | 0                              | 14    | 3     |
| Sous-total            | Sous-total                  | Sous-total            | 34          | 2           | 5               | 2               | -                 | -                 | -          | -          | -                              | 1                              | 0                              | 40    | 4     |
| 2013-2014             | Lazio Rome (prêt)           | Serie A               | 1           | 0           | -               | -               | -                 | -                 | -          | -          | C3                             | 1                              | 0                              | 2     | 0     |
| 2014-2015             | Rayo Vallecano (prêt)       | Liga                  | 35          | 5           | -               | -               | -                 | -                 | -          | -          | -                              | -                              | -                              | 35    | 5     |
| 2015-2016             | Séville FC                  | Liga                  | 2           | 0           | 3               | 1               | -                 | -                 | -          | -          | -                              | -                              | -                              | 5     | 1     |
| 2016                  | Hebei China Fortune         | Super League          | 24          | 2           | -               | -               | -                 | -                 | -          | -          | -                              | -                              | -                              | 24    | 2     |
| 2016-2017             | Deportivo La Corogne (prêt) | Liga                  | 10          | 2           | -               | -               | -                 | -                 | -          | -          | -                              | -                              | -                              | 10    | 2     |
| 2017-2018             | Amiens SC (prêt)            | Ligue 1               | 36          | 6           | 2               | 0               | -                 | -                 | -          | -          | -                              | -                              | -                              | 38    | 6     |
| 2018-2019             | Rayo Vallecano              | Liga                  | 12          | 1           | -               | -               | -                 | -                 | -          | -          | -                              | -                              | -                              | 12    | 1     |
| 2019-2020             | Amiens SC                   | Ligue 1               | 24          | 2           | -               | -               | -                 | -                 | -          | -          | -                              | -                              | -                              | 24    | 2     |
| 2020-2021             | RC Lens (prêt)              | Ligue 1               | 35          | 11          | 1               | 0               | -                 | -                 | -          | -          | -                              | -                              | -                              | 36    | 11    |
| 2021-2022             | RC Lens                     | Ligue 1               | 29          | 3           | 2               | 0               | -                 | -                 | -          | -          | -                              | -                              | -                              | 31    | 3     |
| 2022-2023             | RC Lens                     | Ligue 1               | 2           | 0           | -               | -               | -                 | -                 | -          | -          | -                              | -                              | -                              | 2     | 0     |
| Sous-total            | Sous-total                  | Sous-total            | 66          | 14          | 3               | 0               | -                 | -                 | -          | -          | -                              | -                              | -                              | 69    | 14    |
| 2022-2023             | Amiens SC                   | Ligue 2               | 21          | 4           | 1               | 2               | -                 | -                 | -          | -          | -                              | -                              | -                              | 22    | 6     |
| 2023-2024             | Amiens SC                   | Ligue 2               | 22          | 6           | -               | -               | -                 | -                 | -          | -          | -                              | -                              | -                              | 22    | 6     |
| Sous-total            | Sous-total                  | Sous-total            | 43          | 10          | 1               | 2               | -                 | -                 | -          | -          | -                              | -                              | -                              | 44    | 12    |
| 2024-2025             | Esteghlal FC                | Gulf Pro League       | 13          | 0           | 1               | 0               | -                 | -                 | -          | -          | AFC                            | 4                              | 0                              | 18    | 0     |
| Total sur la carrière | Total sur la carrière       | Total sur la carrière | 330         | 49          | 19              | 6               | 4                 | 1                 | -          | -          | -                              | 12                             | 0                              | 365   | 56    |

## Palmarès

### En club
- Champion d'Angleterre en 2010 avec Chelsea.
- Vice-champion du Championnat de France en 2023 avec le RC Lens

### En sélection
- Vainqueur du Championnat d'Europe des moins de 19 ans en 2010.
- Finaliste du Championnat d'Europe des moins de 17 ans en 2008.

### Distinctions personnelles
- Meilleur joueur du championnat d'Europe des moins de 19 ans en 2010
- Prix Marc-Vivien Foé du meilleur joueur africain de Ligue 1 de la saison 2020-2021[26].

## Vie privée

### Famille
il est papa de trois enfants : Maël, Téa et Noé. Son ex femme est la fondatrice du salon du créateurs  

## Citations
- Joe Cole (2009) : « Il est vraiment très doué, et je pense qu'un avenir doré l'attend à Chelsea et en équipe de France. Il est très intelligent, il sait ce qu'il veut et il devrait devenir un grand joueur mais nous ne devons pas lui mettre trop de pression et lui laisser le temps d'apprendre »[28].
- Carlo Ancelotti (2009) : « Il possède un excellent caractère. À cet âge, je n'ai jamais vu un joueur de ce talent. Il n'est pas très puissant mais, techniquement, il est prêt à jouer »[29].
- John Obi Mikel (2010) : « En termes de qualité technique, il est le meilleur du club. Quand il a le ballon, ses qualités sont tellement évidentes qu'on sent que c'est naturel. C'est un joueur fantastique et la seule manière de l'arrêter, c'est de lui mettre des coups. C'est ce que nous faisons à l'entraînement ! » [30].